# 石油タンカー・サーンチーの衝突事故
石油タンカー・サンチの衝突事故（せきゆタンカー・サンチのしょうとつじこ）は、2018年1月6日に東シナ海の上海沖で発生した海上事故。ペルシア湾から韓国へ向かうパナマ船籍の石油タンカー（サンチ号）と香港船籍の貨物船（CFクリスタル号）が長江河口沖300km地点で衝突。衝突後に炎上した石油タンカーは、その後約一週間にわたり油を流出させながら南東方向へ炎上漂流を続けた後、沖縄の北東300km地点で沈没した。上海沖タンカー追突事故または東シナ海タンカー追突事故とも通称される。

## 概要
サンチ号は、パナマ船籍、イラン政府所有の石油タンカーである。ペルシア湾から韓国へ、136,000トンの天然ガス・コンデンセートで満積になった状態で航行中、長江河口から東へ 160海里 (300 km) の地点で、香港船籍の貨物船、CFクリスタル号（中国名は長峰水晶号）と衝突した。サンチ号は衝突直後に出火し、約1週間にわたって燃えながら漂流して、1月14日に沖縄の北東 160海里 (300 km) の日本の排他的経済水域内で沈没した。
各国が連携して船舶・航空機を用いた救助・消火・油防除活動に尽力した。しかし、CFクリスタル号の乗組員は全員救助され、船は中国上海に入港したが、サンチ号の乗組員32人全員が犠牲となった。イラン国営石油会社の試算によると、サンチ号の沈没によりもたらされた経済的損失は、積荷の喪失により6千万ドル、船自体の喪失により5千万ドル、合わせて約1億1千万ドルと見られる。
サンチ号が積み込んでいた「天然ガス・コンデンセート」（凝析油。英語ではよく短縮して "condensate" と呼ばれる。）は、非常に燃焼しやすいタイプの超軽量粗製油である。少量吸い込むだけで窒息の危険があり、人体への有害性が高いとされ、今後の環境への悪影響が懸念されている（#環境に与える影響）。
海上衝突した2隻の詳細は以下となる。
サンチ（Sānčī; Sanchi）号
大きく被害を受けた当事者の一方、サンチ（Sānčī; Sanchi）号は、イラン国営タンカー会社の注文に基づいて現代三湖重工業が2008年に韓国の霊岩で製造した二重船殻構造、スエズマックス・サイズの石油タンカー（全長 274.18メートル (899 ft 6 in)、総トン数 85,462 トン、載貨重量トン数 164,154トン）である。
サンチ号は衝突当時、南パールス・ガス田から取り出した天然ガス・コンデンセート、136,000 トン (960,000 バレル) で満積にし、大韓民国の石油化学企業、ハンファ・トータルに届けるため、ペルシャ湾岸のアサルーイェ港を出港し、韓国の瑞山市大山に向けて航行中であった。
CFクリスタル（CF CRYSTAL、長峰水晶）号
衝突の相手方、CFクリスタル（CF CRYSTAL）号は、香港企業、Changhong Group (HK) Ltd の注文に基づいて、中国江陰市の澄西船廠（中国船舶工業集団傘下企業の1つが持つ造船所）により2011年に製造されたパナマックス・サイズのばら積み貨物船であり、総トン数 41,073、載貨重量トン数 71,725である。実際の運行は上海企業、Shanghai CP International Ship Management & Broker Co Ltd が行っていた。国際航海上のルールから船体上に明示されている船名は、CF CRYSTALである。
事故当時、CFクリスタル号は、アメリカ合衆国ワシントン州カラマ港を出港して、中華人民共和国広東省麻涌鎮に向けて、穀類65,000トンを積んで航海中であった。衝突後、乗組員（全員中国人）21人は全員救助され、1月10日に舟山市へ牽引された。

## 経緯
- 2018年1月6日

午後8時（CST）頃、石油タンカー、サンチ号は、東シナ海の上海沖160カイリ（300 km）の地点を航行中に、香港船籍の貨物船、CFクリスタル号と衝突し、直後に出火した。
- 1月7日

衝突現場には中国当局の船舶14隻、韓国の韓国海洋警察庁の船舶1隻が向かい、断続的に爆発が発生する中、救助活動と消火活動を行った。
アメリカ海軍は嘉手納基地から哨戒機を飛ばし、空から行方不明船員を捜索した。新華社通信によると、日本の海上保安庁の船舶2隻（うち1隻は消防船）も事故現場へ向かい、救助活動と消火活動に参加している。現場海域は強い北東の風が吹いており、1月12日時点で風速約17から11メートル毎秒、波高3から4メートルであった。
CFクリスタル号の乗組員21名を周辺漁船が救助、中国交通運輸部はサンチ号の乗組員32名が行方不明であることを公表した。
- 1月8日

海上から船員1名の遺体が回収された。
上海海事局は、現場周辺10海里の航行を制限する警告を発令。中国海事安全局による事故調査チームが設置された。
- 1月10日

韓国海洋水産部は火災は4週間続く見込みと述べた。
正午、サンチ号は漂流しながら日本の排他的経済水域に入ったことが確認され、日本の第十管区海上保安本部（鹿児島）によりその旨、発表された。
中国国家海洋局は、中国の沿岸海域の生態環境に及ぶ影響が当面の間はないとの公式見解を示した。
- 1月11日

10日から11日にかけてタンカーの爆発が再開し、救助船舶の接近を阻む状況となる。
第十管区によると、同日午後の時点でサンチ号は奄美大島の北西 300キロメートル (186 mi) の地点を漂流していた。
- 1月13日

中国外相王毅はイラン外相モハンマド・ジャヴァード・ザリーフに電話会談し、1%でも希望があるなら中国は人命救助に100%の努力をする旨、伝えた。中国の救助チームはサーンチー号に登船して、積まれたままの救命ボートの中から2名の遺体を収容し、船橋から航海データ記録装置を回収した。4名からなるサルベージ・チームは、防毒マスクを着用していたものの、風向きが変わり、有毒ガスにより作戦続行が難しくなったため、乗船後半時間も経たないうちに離船を余儀なくされた。居住区の中も捜索しようとしたが、燃え盛る炎により摂氏89度にも上る気温のため断念したと報道された。
- 1月14日

午後4時45分、サンチ号は日本の排他的経済水域（北緯28度22分、東経125度55分、水深115ｍ）の海底へ沈没、サンチ号乗組員32名（イラン国籍30名、バングラデシュ国籍2名）のうち生存者はなかった。
- 1月17日

中国運輸省は、サンチ号は海中 115メートル (377 ft) のところに沈んでいると発表した。
- 1月21日

日曜日の午前にテヘランで犠牲者の追悼式が行われた。追悼式にはハサン・ロウハーニー大統領も出席した。駐イラン中国大使龐森は1月16日にイラン国民に対し哀悼の意を表した。そのほかに石油輸出国機構（OPEC）の理事局長モハンメド・バルキンド、駐イラン韓国大使、駐イラン・フランス大使も哀悼の意を表した。駐イラン韓国大使キム・スンホは中国等に比べて比較的長い追悼の談話を発表している。談話の中でキムは「救助に携わった中国、日本、韓国の三箇国はみな必死の努力をしたが、高熱と煤煙のために目的を果たせなかった、サンチ号は、大型のタンカーはちょっとした衝撃でも火事になり沈み得るということのよい証拠になった」などと述べた。
- 2月2日

鹿児島県奄美大島からトカラ列島の宝島周辺の沿岸で、黒い油状の漂着物が多数確認された。日本政府は、海上保安庁を派遣、除去作業と現地で油のサンプルを採取し、タンカー事故との関連性を調査していると公表した。

## 環境に与える影響
ロイターによると、当該事故により幅 13キロメートル (7.0 nmi) 長さ 11キロメートル (5.9 nmi) の油膜が海洋表面に形成されており、風に流されて日本の方向に向かっているが、流出物の周りを船で取り囲んでこれ以上広がらないようにする取り組みが既に始まっている。コンデンセートはきわめて揮発しやすく、また、環境に有害な物質である。海洋表面の油膜の問題もさることながら、深海に沈没した船体にはコンデンセートに加え、重油も残っている。サンチ号のタンク内には2,000トンの重油が残っているという見積もりもある。
ニューヨーク・タイムズ紙は、原油が流出したエリアが東シナ海において食用される魚がこの時期に卵を産む場所であり、鯨が行き来する場所でもある点を指摘して、環境に与える影響は相当なものであると述べ、1991年に起きたABTサマー号の爆発事故以来の大規模な石油流出事故だとした。
イギリス国立海洋センターとサウサンプトン大学の研究者は、2006年1月から2015年までの海洋大循環を追った詳細なデータを用いて計算機シミュレーションを行い、汚染エリアの地図と、3か月以内に汚染が朝鮮半島に到達するとの推定を発表した。同センターのシミュレーションはその後更新され、日本には1か月以内に到達するとした。同報告は、タンカーの沈没箇所が日本海流（黒潮）に近く、これが災いして汚染は予想よりも大規模に、また急速に拡大する可能性にも言及している。しかしながら、青島の中国国家海洋局は別の海洋循環モデルを示し、汚染は日本を通り過ぎるだろうと予測した。
ニューヨーク・タイムズ紙は、漁業への打撃のみならず沿岸の汚染といった環境への悪影響が重大である可能性があり、その場合、関係各社と保険業者が代償を支払うであろうとした。
CNNのリポーターは、1月19日の報道で、海洋表面の油膜が 100平方キロメートル (40 sq mi) を超えて広がっていると述べた。
コンデンセートは揮発しやすい性質を持つため、環境への影響は粗製油の流出と比較した場合に、異なるものとなる。科学雑誌『ネイチャー』で発表された報告によると、この差異があるゆえにおそらく、当該流出事故の重要な局面は、事故直後に有毒物質によって海洋生物に悪影響が出ることであり、コンデンセートによる沿岸の汚染や海底堆積物への沈殿への懸念は小さい。

## 陰謀説
2017年12月22日の国連安全保障理事会による北朝鮮への石油禁輸制裁決議以後、韓国は、決議違反の可能性があるパナマや香港船籍の船を何回か止めている。中国は北朝鮮への原油の運び込みを許しているとして糾弾されている。中東では複数のメディアが、「サンチ号の真の目的地が北朝鮮であったため、アメリカ軍によるミサイル攻撃を受けた」という説を紹介している。例えば、サウジ系国際テレビチャンネル・アル＝アラビーヤがこの噂を報道した。ロウハーニー大統領から本事故に関する特命全権を受けた労働大臣アリー・ラビーイーは、この噂を公式に否定した。ラビーイー大臣によると「『周りの船がレーダーを切りミサイルが撃たれた、だからレーダーには映らなかった』などというのは国際関係や海事に無知なものの言うこと」とされた。駐イラン韓国大使キム・スンホも噂を否定した。駐イラン中国大使も噂を否定した。